# Brygmophyseter shigensis
Il brigmofisetere (Brygmophyseter shigensis) è un cetaceo estinto, imparentato con il capodoglio. Visse nel Miocene medio (circa 15 milioni di anni fa) e i suoi resti sono stati ritrovati in Giappone.

## Descrizione
I resti di questo antico capodoglio sono stati ritrovati nel 1992, e comprendono un cranio lungo circa 140 centimetri. Al contrario degli odierni capodogli, che possiedono denti solo sulla mandibola, Brygmophyseter era dotato di denti anche lungo la mascella. Questi denti erano lunghi quanto quelli di un Tyrannosaurus rex, e hanno conferito a questo animale il soprannome di “capodoglio che morde”. L'esemplare più completo rinvenuto in Giappone era lungo circa 7 metri, ma i paleontologi sono convinti che esistessero esemplari lunghi anche 12 metri e pesanti 15 tonnellate.

## Stile di vita
Originariamente ascritto al genere Scaldicetus, questo capodoglio primitivo doveva essere un temibile predatore, uno dei massimi del suo habitat. Probabilmente cacciava pesci e calamari sia in superficie sia in profondità, e rivaleggiava con il gigantesco squalo Megalodon nel ruolo di superpredatore.

## Nella cultura popolare
Nella cultura popolare il Brygmophyseter per la prima volta appare nella serie di History Channel Jurassic Fight Club, in cui si vede un branco che si scontra con un Megalodon.